# Neo-Generation
『Neo-Generation』（ネオ ジェネレーション）は、丹下桜の4作目のアルバム。1999年10月22日、KONAMIより発売された。

## 解説
- かつてtohko、未来玲可等のボイストレーナーを担当していた、岡田実音をサウンドプロデューサーに迎えた4枚目のアルバム。今作は丹下自身の大きな転換期であったと言える。
- この為楽曲のほぼ半分を作詞・作曲を岡田が、他に松浦有希が作詞を担当している以外の楽曲は丹下自らが作詞を手がけている。
- 2曲は共同作曲、「Trinity」は丹下が単独で作曲を手がけている。
- 初回限定盤は、豪華デジパック仕様。

## 収録曲
| #         | タイトル                                          | 作詞      | 作曲             | 編曲               | 時間  |
| --------- | ------------------------------------------------- | --------- | ---------------- | ------------------ | ----- |
| 1.        | 「天星小輪〜スターフェリー〜」                    | 丹下桜    | 丹下桜・朝井泰生 | 吉田潔             | 1:58  |
| 2.        | 「Neo-Generation」                                | 丹下桜    | 相川夏生         | 福田裕彦           | 4:27  |
| 3.        | 「tick away the landscape...」                    | 岡田実音  | 岡田実音         | 岡田実音・高島智明 | 4:15  |
| 4.        | 「Bright shine on Time」                          | 岡田実音  | 岡田実音         | 岡田実音・高島智明 | 5:41  |
| 5.        | 「inner space trip」                              | 丹下桜    | 朝井泰生         | 福田裕彦           | 5:09  |
| 6.        | 「private link」                                  | 丹下桜    | 中山手瞬・丹下桜 | 吉田潔             | 4:37  |
| 7.        | 「falling〜my love is falling into your heart〜」 | 松浦有希  | 吉田潔・松浦有希 | 吉田潔             | 5:10  |
| 8.        | 「TO LOVE」                                       | 岡田実音  | 岡田実音         | 岡田実音・高島智明 | 5:27  |
| 9.        | 「love stream」                                   | 岡田実音  | 岡田実音         | 岡田実音・高島智明 | 5:24  |
| 10.       | 「Dancin' in moonlight」                          | 岡田実音  | 岡田実音         | 岡田実音・高島智明 | 5:40  |
| 11.       | 「メトロポリス」                                  | 丹下桜    | 朝井泰生         | 朝井泰生           | 4:26  |
| 12.       | 「Trinity」                                       | 丹下桜    | 丹下桜           | 吉田潔             | 4:01  |
| 合計時間: | 合計時間:                                         | 合計時間: | 合計時間:        | 合計時間:          | 56:15 |